# AaB 89ers 2018
Questa voce raccoglie le informazioni riguardanti gli AaB 89ers nelle competizioni ufficiali della stagione 2018.

## Prima squadra

### Nationalligaen 2018

#### Stagione regolare
| Aalborg 15 aprile 2018, ore 14:00 2ª giornata | AaB 89ers | 14 – 39 referto | Aarhus Tigers | Aab´s anlæg |

| Nærum 21 aprile 2018, ore 14:00 3ª giornata | Søllerød Gold Diggers | 20 – 22 referto | AaB 89ers | Rundforbi Stadion |

| Aalborg 5 maggio 2018, ore 14:00 5ª giornata | AaB 89ers | 39 – 6 referto | Frederikssund Oaks | Aab´s anlæg |

| Aalborg 19 maggio 2018, ore 14:00 7ª giornata | AaB 89ers | 36 – 26 referto | Copenhagen Tomahawks | Aab's anlæg |

| Aalborg 10 giugno 2018, ore 14:00 10ª giornata | AaB 89ers | 23 – 48 referto | Triangle Razorbacks | AaB's Anlæg |

| Frederikssund 16 giugno 2018, ore 14:00 11ª giornata | Frederikssund Oaks | 13 – 28 referto | AaB 89ers | Ådalens Skole |

| Gentofte 23 giugno 2018, ore 14:00 12ª giornata | Copenhagen Towers | 50 – 9 referto | AaB 89ers | Gentofte Sportspark |

| Vejle 11 agosto 2018, ore 16:00 14ª giornata | Triangle Razorbacks | 48 – 26 referto | AaB 89ers | Vejle Atletikstadion |

| Copenaghen 25 agosto 2018, ore 14:00 16ª giornata | Copenhagen Tomahawks | 6 – 42 referto | AaB 89ers | Valby Idrætspark |

| Aalborg 15 settembre 2018, ore 14:00 19ª giornata | AaB 89ers | 8 – 57 referto | Copenhagen Towers | Aab's anlæg |

#### Playoff
| Aalborg 22 settembre 2018, ore 14:00 Wild Card | AaB 89ers | 27 – 0 referto | Frederikssund Oaks | AaB's Anlæg |

| Gentofte 29 settembre 2018, ore 16:00 Semifinale | Copenhagen Towers | 49 – 18 referto | AaB 89ers | Gentofte Sportspark |

### Statistiche di squadra
| Competizione      | %Vittorie | In casa | In casa | In casa | In casa | In casa | In casa | In trasferta | In trasferta | In trasferta | In trasferta | In trasferta | In trasferta | Totale | Totale | Totale | Totale | Totale | Totale |
| Competizione      | %Vittorie | G       | V       | N       | P       | Pf      | Ps      | G            | V            | N            | P            | Pf           | Ps           | G      | V      | N      | P      | Pf     | Ps     |
| ----------------- | --------- | ------- | ------- | ------- | ------- | ------- | ------- | ------------ | ------------ | ------------ | ------------ | ------------ | ------------ | ------ | ------ | ------ | ------ | ------ | ------ |
| Stagione regolare | .500      | 5       | 2       | 0       | 3       | 120     | 176     | 5            | 3            | 0            | 2            | 127          | 137          | 10     | 5      | 0      | 5      | 247    | 313    |
| Playoff           | .500      | 1       | 1       | 0       | 0       | 27      | 0       | 1            | 0            | 0            | 1            | 18           | 49           | 2      | 1      | 0      | 1      | 45     | 49     |
| Totale            | .500      | 6       | 3       | 0       | 3       | 147     | 176     | 6            | 3            | 0            | 3            | 145          | 186          | 12     | 6      | 0      | 6      | 292    | 362    |

## Seconda squadra

### Danmarksserien 2018

#### Stagione regolare
| Holstebro 12 agosto 2018, ore 14:00 1ª giornata | Holstebro Dragons /Skjern Trojans | 52 – 0 referto | AaB 89ers II | Idrætscenter Vest |

| Aalborg 2 settembre 2018, ore 14:00 4ª giornata | AaB 89ers II | 14 – 42 referto | Midwest Musketeers | Aab´s anlæg |

| Viby J 8 settembre 2018, ore 14:00 5ª giornata | Aarhus Tigers II | 50 – 0 (a tavolino) referto | AaB 89ers II | Bøgeskov Idrætsanlæg |

| Aalborg 30 settembre 2018, ore 14:00 8ª giornata | AaB 89ers | 14 – 10 referto | Holstebro Dragons/ Skjern Trojans | Aab´s anlæg |

### Statistiche di squadra
| Competizione      | %Vittorie | In casa | In casa | In casa | In casa | In casa | In casa | In trasferta | In trasferta | In trasferta | In trasferta | In trasferta | In trasferta | Totale | Totale | Totale | Totale | Totale | Totale |
| Competizione      | %Vittorie | G       | V       | N       | P       | Pf      | Ps      | G            | V            | N            | P            | Pf           | Ps           | G      | V      | N      | P      | Pf     | Ps     |
| ----------------- | --------- | ------- | ------- | ------- | ------- | ------- | ------- | ------------ | ------------ | ------------ | ------------ | ------------ | ------------ | ------ | ------ | ------ | ------ | ------ | ------ |
| Stagione regolare | .250      | 2       | 1       | 0       | 1       | 28      | 52      | 2            | 0            | 0            | 2            | 0            | 102          | 4      | 1      | 0      | 3      | 28     | 154    |
| Totale            | .250      | 2       | 1       | 0       | 1       | 28      | 52      | 2            | 0            | 0            | 2            | 0            | 102          | 4      | 1      | 0      | 3      | 28     | 154    |